# Райський острів (фільм, 1930)
Райський острів (англ. Paradise Island) — американський пригодницький фільм, мелодрама режисера Берта Гленнона 1930 року.

## У ролях
- Кеннет Гарлан — Джим Торн
- Марселін Дей — Еллен Бредфорд
- Том Санчі — голландець Майк Лутце
- Пол Херст — Бауті
- Бетті Бойд — Поппі
- Віктор Потел — Свід
- Гледден Джеймс — Рой Армстронг
- Вілл Стентон — англієць
- Етан Лайдлоу — Роуді Сейлор